# Park Jeong-dae
 (décembre 2020).
Pour les articles homonymes, voir Park.
Bak Jeong-dae (hangeul : 박정대) est un écrivain sud-coréen.

## Biographie
Bak Jeong-dae est né le 9 novembre 1965 à Jeongsan dans la province de Gangwon-do en Corée du Sud. Il est membre du groupe de poésie intitulé "Poésie radicale internationale". Il est bien connu en Corée pour s'habiller avec une certaine désinvolture ; lors de son entrée à l'école, sa mère lui a fait porter un costume pour son premier jour d'école : cet accoutrement lui a attiré les moqueries de ses camarades, à tel point qu'à l'heure actuelle il refuse de porter des vêtements formels, affirmant avoir "un esprit de résistance et un désir de vivre librement".
Il a intégré le département de littérature coréenne de l'université Korea en 1984, mais a dû s'absenter de la formation pour assister sa grand-mère qui souffrait de leucémie. Pendant cette période, il a écrit un certain nombre de nouvelles et de poèmes ; après le décès de sa grand-mère, il a immédiatement commencé son service militaire obligatoire (qui dure 2 ans en Corée du Sud). Vingt-sept mois plus tard, à sa sortie, il se réinscrit au département de littérature et fait ses débuts littéraires en 1990 avec la publication de six poèmes, dont "L'esthétique de la chandelle".
Bak a travaillé au sein de l'Union des enseignants coréens ainsi qu'en tant qu'éditeur de son propre bulletin mensuel intitulé Courrier de Magnolia (Mong-nyeon tongsin).

## Œuvre
Il fut membre de l'organisation "Génération du 19 avril" ; l'Institut coréen de traduction littéraire (LTI of Korea) présente son œuvre de la manière suivante :
Bak Jeong-dae a obstinément traité les mêmes sujets et avec les mêmes techniques dans toute sa poésie. Cette caractéristique résulte de sa quête pour résoudre des problèmes auxquels il est resté très attaché. Les absurdités de la vie, les expériences douloureuses et les situations qui défient toute logique sont autant d'éléments qui l'ont contraint à rêver d'un monde alternatif où il existerait encore la possibilité d'un amour éternel. Son attachement à ses idéaux romantiques est en partie dû à sa jeunesse passée dans un contexte d'oppression politique et de lutte violente pour l'application des réformes sociales, luttes qui ont miné ses désirs individuels et ses rêves romantiques. Dans la vie de tous les jours, Bak est actif sur le plan politique et s'est engagé à plusieurs reprises dans la vie sociale pour apporter des changements ; il a ainsi rejoint l'Union nationale des enseignants coréens et a travaillé comme éditeur de son propre bulletin mensuel "Le rapport Magnolia". Il incarne une figure romantique de la poésie, dans laquelle les personnages chantent en s'accompagnant à la guitare, galopent à cheval à travers les paysages et rêvent d'un amour éternel.
Son style a été décrit comme utilisant "un langage idiosyncrasique visant à exprimer la réalité existentielle sombre et cachée à l'ère du capitalisme et de la consommation".

## Œuvres
- 단편들 Fragments (1997)
- 내 청춘의 격렬비열도엔 아직도 음악 같은 눈이 내리지 Sur l'archipel Gyeongnyeolbi de ma jeunesse, est-ce que, telle la musique, la neige tombe encore ? (2002)
- 아무르 기타 La guitare amour (2004)

## Distinctions
- 2003 – Prix littéraire Kim Dal-jin
- 2003 – Prix littéraire Sowol